# السپارک
آلسپارک (به انگلیسی: Allspark) یک شرکت تولید و توزیع فیلم آمریکایی است که در سال ۲۰۰۹ در لس آنجلس  تأسیس شد.